# Torquigener pleurogramma
Torquigener pleurogramma és una espècie de peix de la família dels tetraodòntids i de l'ordre dels tetraodontiformes.

## Morfologia
- Els mascles poden assolir 21 cm de longitud total.[1][2]

## Hàbitat
És un peix de clima subtropical i demersal que viu fins als 30 m de fondària.

## Distribució geogràfica
Es troba al sud d'Austràlia: des d'Austràlia Occidental fins a Nova Gal·les del Sud.

## Observacions
No es pot menjar, ja que és verinós per als humans.